# Apró lile
Az apró lile (Charadrius pecuarius) a madarak osztályának, a lilealakúak (Charadriiformes) rendjébe, ezen belül a lilefélék (Charadriidae) családjába tartozó faj.

## Rendszerezése
A fajt Coenraad Jacob Temminck holland ornitológus írta le 1823-ban. Egyes szervezetek az Ochthodromus nembe sorolják Ochthodromus pecuarius néven.

## Előfordulása
Afrikában a Szaharától délre lévő területeken és Madagaszkáron honos. Természetes élőhelyei a tengerpartok, édesvizű mocsarak, tavak, folyók és patakok környéke, valamint szántóföldek, legelők és városias régiók. Állandó, nem vonuló faj.

## Megjelenése
Átlagos testhossza 14 centiméter, szárnyfesztávolsága 40–44 centiméter, testtömege 26-54 gramm.
|  |

## Életmódja
Főleg rovarokkal táplálkozik.

## Természetvédelmi helyzete
Az elterjedési területe rendkívül nagy, egyedszáma viszont ismeretlen. A Természetvédelmi Világszövetség Vörös listáján nem fenyegetett fajként szerepel.